# 薩梅齊河 (羅斯河支流)
薩梅茨河（烏克蘭語：Самець），是烏克蘭西南部的河流，屬於羅斯河的右支流。該河發源自索斯尼夫卡西北面，流經文尼察州的文尼察區，河道全長30公里，流域面積240平方公里。